# Sangro (nave cisterna)
Il Sangro è stato un piroscafo cisterna italiano, violatore di blocco durante la seconda guerra mondiale.

## Storia
Costruita nel 1925 nei Cantieri ed Officine Meridionali di Baia per la Navigazione Generale Italiana, con sede a Genova, la Sangro, una pirocisterna da 6466 tonnellate di stazza lorda, era iscritta con matricola 1338 al Compartimento marittimo di Genova. Nel 1932, in seguito alla fusione della Navigazione Generale con altre due delle principali compagnie di navigazione italiane – la Cosulich Società Triestina di Navigazione ed il Lloyd Sabaudo – nella Italia Flotte Riunite, anch'essa con sede a Genova, la Sangro passò alla nuova compagnia (che nel 1937 mutò nome in Società Anonima di Navigazione Italia).
All'entrata dell'Italia nel secondo conflitto mondiale, il 10 giugno 1940, la Sangro, partita da Curacao al comando del capitano Ottone Prossen, si trovava in pieno Oceano Atlantico e, non potendo rientrare in Mediterraneo, riparò a Santa Cruz de Tenerife, nell'arcipelago delle Canarie, territorio spagnolo e neutrale, dove venne internata. Nei successivi mesi la nave stazionò inattiva in tale porto, mantenuta in efficienza dall'equipaggio, che ebbe anche modo di inviare e ricevere lettere dalla madrepatria.
Nel frattempo lo Stato Maggiore della Regia Marina aveva proposto ed ottenuto di mettere a punto un piano per far forzare il blocco alleato da parte dei mercantili rifugiati nelle nazioni neutrali più benevole nei confronti dell'Italia (Spagna, Brasile e Giappone) e farli giungere a Bordeaux, base atlantica italiana (Betasom) nella Francia occupata: le navi sarebbero passate sotto il controllo delle forze tedesche, mentre i carichi (ancora a bordo da quando, dopo la dichiarazione di guerra, si erano rifugiate nei porti neutrali) sarebbero stati trasferiti in Italia via terra. Dopo la trasmissione delle istruzioni da seguire per la partenza ed il viaggio, venne organizzata la partenza dei vari mercantili, iniziando dalla Spagna continentale, dalla quale, tra il febbraio ed il giugno 1941, si trasferirono a Bordeaux i mercantili Clizia, Capo Lena ed Eugenio C.. Venne quindi organizzato il trasferimento delle navi che si trovavano nelle Canarie, 17 in tutto. Dato che tuttavia, dopo un anno di inattività, molte unità non erano in condizioni adatte ad affrontare una difficile traversata atlantica in tempo di guerra (le carene erano ricoperte di denti di cane ed alcune navi non erano entrate in bacino di carenaggio da oltre due anni), venne disposto l'invio alle Canarie del capitano di corvetta Eugenio Normand, che ispezionò tutti i mercantili là internati e compilò un dettagliato rapporto in cui individuò in nove le navi che avrebbero potuto prendere il mare: tra di esse vi era la Sangro. In aprile partirono per la Francia, per primi, i mercantili Capo Alga e Burano, entrambi giunti a destinazione, poi fu la volta della Sangro e di un'altra nave cisterna, la Recco.
La sera del 19 aprile (per altre fonti il 21) la Sangro, con un carico di 8000 tonnellate di carburante (nafta) – a bordo dal giugno 1940, e che si pensava di usare, almeno in parte, per il rifornimento dei sommergibili di Betasom – ed olii lubrificanti, uscì dal porto di Santa Cruz, seguendo a poca distanza la Recco: una volta superata la diga foranea, quest'ultima prese il largo e si separò dall'altra pirocisterna. Lo spionaggio britannico, tuttavia, comunicò la partenza delle unità. La navigazione della Sangro procedette senza problemi per diversi giorni, con le macchine a tutta forza, mentre l'equipaggio continuava a restare all'erta, con doppi turni di guardia, vedette sull'albero di trinchetto, sull'albero maestro ed in plancia, in modo da tenere sotto controllo tutto il tratto di mare circostante. Come ordinato, il comandante Prossen mantenne una rotta che mantenne la nave molto lontana da Gibilterra, transitando a sud delle Azzorre. La zona più pericolosa era tuttavia rappresentata dalla zona compresa tra le Azzorre ed il golfo di Biscaglia, percorsa dai convogli alleati in navigazione tra Africa, America e Gibilterra. Secondo alcune fonti, nella mattinata (o nella serata) del 3 maggio 1941, tuttavia, venne avvistata la sagoma di una nave al mascone di sinistra: l'unità sconosciuta andò avvicinandosi rapidamente, pertanto il comandante Prossen invertì la rotta, ma la Sangro, in grado di procedere a soli otto nodi, venne agevolmente raggiunta dalla nave nemica – l'incrociatore ausiliario britannico Camito (ma per altre fonti gli incrociatore ausiliari sarebbero stati due, il secondo dei quali l'HMS Cavina) –, che navigava a 19 nodi e, giunta a portata di voce, ordinò alla nave italiana di fermare le macchine e calare le scalette, per permettere alla squadra di preda di salire a bordo. Dopo aver puntato i propri cannoni sulla petroliera, il Camito ordinò di non cercare di sabotare od autoaffondare la nave, pena la distruzione a cannonate. Il comandante Prossen, seguendo le disposizioni ricevute per tale eventualità, ordinò l'autoaffondamento, ma l'incrociatore ausiliario aprì il fuoco, colpendo la sala radio, che andò distrutta, ed uccidendo il radiotelegrafista Stella: Prossen dovette perciò sospendere l'autoaffondamento, e poco dopo una squadra di preda britannica, composta da 26 uomini, s'imbarcò sulla Sangro, catturando la nave ed assumendone il controllo, ordinando all'equipaggio di dirigere per l'Inghilterra. La nave cisterna iniziò quindi la navigazione di conserva, insieme al Camito, alla volta del Regno Unito: dopo aver notificato la cattura all'Ammiragliato, il comandante dell'incrociatore ausiliario ricevette l'ordine di raggiungere il punto 50°00' N e 20°22' O, dove la sera del 5 maggio si sarebbe dovuto incontrare con le corvette Orchis ed Heather. La navigazione fu però complicata da avarie all'agghiaccio del timone della Sangro, che per due volte, nella notte tra il 4 ed il 5 maggio, rischiò di entrare in collisione con il Camito, anche a causa della scarsa visibilità. Analoghi problemi si verificarono nella notte tra il 5 ed il 6 maggio, così che fu impossibile raggiungere in orario il punto stabilito per l'incontro con le due corvette, anche perché queste ultime seguivano l'orario del «Mid-Atlantic Standard Time» (indietro di due ore rispetto al Greenwich Mean Time), mentre il Camito seguiva l'orario del «British Summer Time» (in linea con il Greenwich Mean Time), orario secondo il quale aveva comunicato la propria posizione, così che le due coppie di navi avrebbero raggiunto il punto stabilito in tempi diversi dal previsto. L'incontro fu reso impossibile anche dalla scarsa visibilità e dal fatto che il Camito comunicava non in Auxiliary Code, bensì in Fleet Code, che solo l'Heather poteva decifrare, venendo così costretta a ritrasmettere i segnali all'Orchis in Auxiliary Code.
Per altre fonti la Sangro fu catturata il 1º maggio 1941, in posizione 44°36' N e 30°20' O (secondo le fonti, 275 o 400 miglia a nord delle Azzorre), dall'incrociatore ausiliario HMS Cavina: l'equipaggio cercò di autoaffondare la nave, allagando il locale pompe, ma il drappello di preda inviato a bordo arrestò l'allagamento ed impedì che la nave affondasse; successivamente, dato che il Cavina era in mare già da oltre un mese, la Sangro venne presa in consegna dal Camito, per essere scortata a Gibilterra (od in Gran Bretagna). Le corvette Heather ed Orchis ricevettero l'ordine di andare incontro alle due navi, per scortarle a Gibilterra.
Nelle prime ore del 6 maggio 1941 (per altre fonti nel pomeriggio del 6 giugno, od all'alba del giorno seguente alla cattura), tuttavia, le due unità, in rotta per la Gran Bretagna, vennero attaccate dal sommergibile tedesco U 97 nel quadrante «BE 1348», 450 miglia ad ovest di Fastnet (Irlanda). L'U 97 aveva individuato le due unità già alle 17.45 del 5 maggio, ma aveva avuto problemi a mantenere il contatto con esse, causa il mare mosso e la scarsa visibilità. Il sommergibile avvistò Camito e Sangro, che avevano rotta nordest, appena venti minuti più dopo aver individuato Orchis ed Heather, che procedevano invece verso sud/sudest: le navi, raggiunto il punto d'incontro, non si erano viste a causa della ridotta visibilità. Alle 2.02 il Camito venne mancato da una salva di due siluri e tre minuti più tardi fu mancato da una terza arma, ma alle 2.40 fu colpito a centro nave da un altro siluro (a sudovest di Capo Clear) e, pur continuando la navigazione a bassa velocità per cercare di riavvicinarsi alla Sangro, iniziò ad imbarcare acqua (inabissandosi tuttavia solo il giorno seguente, in posizione 50°15' N e 21°16' O): in seguito a ciò, non essendo più il Camito in condizioni di attaccare l'unità italiana, l'equipaggio della Sangro iniziò a sperare di poter riprendere il controllo della nave, con l'aiuto dell'U-Boot, che tuttavia non sapeva che la nave scortata dall'incrociatore ausiliario fosse italiana: pertanto l'U 97 si portò nuovamente in posizione di lancio e lanciò, da 500 metri, un altro siluro tipo G7e (per altre fonti due), stavolta contro la Sangro, che procedeva a 5 nodi e, che, colpita dall'arma dopo una corsa di mezzo minuto, alle 3.53 (ora tedesca, mentre nell'orario inglese risultano le 4.10), esplose (il comandante del Camito descrisse l'esplosione e l'incendio della petroliera come «a sheet of flame high in the sky illuminating the sea for many miles around») ed affondò lentamente tra le fiamme sviluppatesi per l'incendio delle 8000 tonnellate di carburante: l'incendio risultò visibile a lungo, anche da grande distanza. Nessuno dei 26 componenti del picchetto inglese sopravvisse all'affondamento, mentre dell'equipaggio italiano si salvarono solo otto uomini, proiettati dall'esplosione lontano dalla nave in fiamme e dall'enorme chiazza di carburante incendiato: quattro di essi, tuttavia, spirarono poco dopo a causa delle ustioni riportate. Ritenendo che l'intero equipaggio della nave cisterna avesse trovato la morte nell'esplosione, l'agonizzante Camito, per evitare una simile fine, si allontanò alla velocità di sette nodi, senza cercare superstiti, per poi affondare l'indomani, circa 22 miglia a sudest del punto di affondamento della Sangro. Un velivolo del Coastal Command comunicò di aver avvistato la Sangro in affondamento in posizione 50°42' N e 21°22' O, ad est dell'Irlanda ed a 420 miglia per 261° da Valencia (messaggio intercettato e decrittato dal Comando Ovest Parigi della Wehrmacht). La corvetta britannica Orchis recuperò l'equipaggio del Camito, salvatosi al completo eccetto due uomini, mentre l'Heather, inviata alla ricerca dei naufraghi della Sangro nel mare sempre più mosso, recuperò, tre giorni dopo l'affondamento, i quattro superstiti della nave cisterna, poi sbarcati a Greenock ed avviati alla prigionia nel Regno Unito.